# Christian Kramer (compositeur)
Pour les articles homonymes, voir Kramer.
Christian Kramer (mort en 1834), est un compositeur, arrangeur et musicien allemand, maître de musique du roi de 1829 à 1834,. Il est au service de deux rois britannique : George IV et Guillaume IV.
Kramer naît à Hanovre où il est élève du compositeur romantique Peter von Winter. Il devient un musicien de cour et s'élève finalement au rang de chef de l'orchestre personnel de George IV qui, selon le Dwight's Journal of Music, est en son temps reconnu comme l'un des meilleurs en Europe. Fait notable, beaucoup des musiciens de son ensemble sont originaires d'Allemagne. John Dwight note qu'il pouvait jouer de tous les instruments de son orchestre à un niveau remarquable. A Dictionary of Musical Information de 1876 note qu'« il était un compositeur d'une grande capacité » bien qu'aucune de ses compositions n'est restée inscrite au répertoire. Il était apparemment en bon termes avec le roi. Selon un témoignage, comme George IV, Kramer souffrait de la goutte et son maître s'informait de sa santé « après une attaque simultanée ».